# خانه ابتهاج (ارغوان)
خانه ابتهاج (ارغوان) مربوط به اوایل دوره پهلوی دوم است و در تهران، خیابان فردوسی، خیابان شهید تقوی (کوشک)، کوچه شهید انوشیروانی، پلاک ۲۲ واقع شده و این اثر در تاریخ ۲۶ آبان ۱۳۸۷ با شمارهٔ ثبت ۲۳۸۷۸ به‌ عنوان یکی از آثار ملی ایران به ثبت رسیده است.
ثبت خانه ارغوان در لیست سازمان میراث فرهنگی به دلیل وجود درخت ارغوانی است که هوشنگ ابتهاج، شعر معروف «ارغوان» خود را برای آن گفته‌است.
خانهٔ ابتهاج خانه‌ای دو طبقه با آجرهای قرمز رنگ است. این خانه زمانی محفل شاعران بوده است و اکنون دفتر شرکت سیمان تهران است، کارخانه‌ای که خود ابتهاج کارمند آن و عمویش احمدعلی ابتهاج رئیس آن بود و خانه را به این شرکت فروخت.

## درخت ارغوان
در حیاط خانهٔ هوشنگ ابتهاج درخت ارغوانی وجود دارد که او شعر «ارغوان» خود را به یاد آن سروده است. به‌گفتهٔ ابتهاج، زمانی که او خانه را خریده درخت ظاهراً خشکیده‌ای در حیاط خانه بوده که برخی پیشنهاد داده‌اند که او درخت را قطع کند، ولی ابتهاج در عوض از درخت مراقبت کرده و درخت دوباره جان گرفته است. ابتهاج خاطره‌ای را نقل کرده است که در زمان فروش خانه، به دلیل مهاجرت از ایران، پس از آنکه چشمش به درخت افتاده است، از آن خجالت کشیده و به سوی دیگری نگاه کرده است. استاد ابتهاج وصیت کرده بود تا بعد از مرگ پیکرشان زیر درخت ارغوان به خاک سپرده شود اما چون خانه در آثار ملی ایران به ثبت رسیده بود و امکان دستکاری خانه امکان نداشت، وی را در زادگاه خویش دفن کردند. ابتهاج در کتاب خاطرات پیر پرنیان‌اندیش از عشقش به این درخت نوشته است. در سال ۲۰۱۲ میلادی پیش از آنکه ابتهاج شعر ارغوان را در دانشگاه یوسی‌ال‌ای بخواند، دربارهٔ این درخت می‌گوید که هم‌زمان با فرزندانش رشد کرده و تأثیر شگرفی بر او گذارده است. به گزارش تابناک، کارشناسان میراث فرهنگی به دلیل محبوبیت این درخت، نام ارغوان را برای خانه در هنگام ثبت آن انتخاب کردند.

## نشانی
تهران، خیابان فردوسی، خیابان شهید تقوی، انتهای کوچهٔ شهید انوشیروانی، پلاک ۲۲.

## نگارخانه

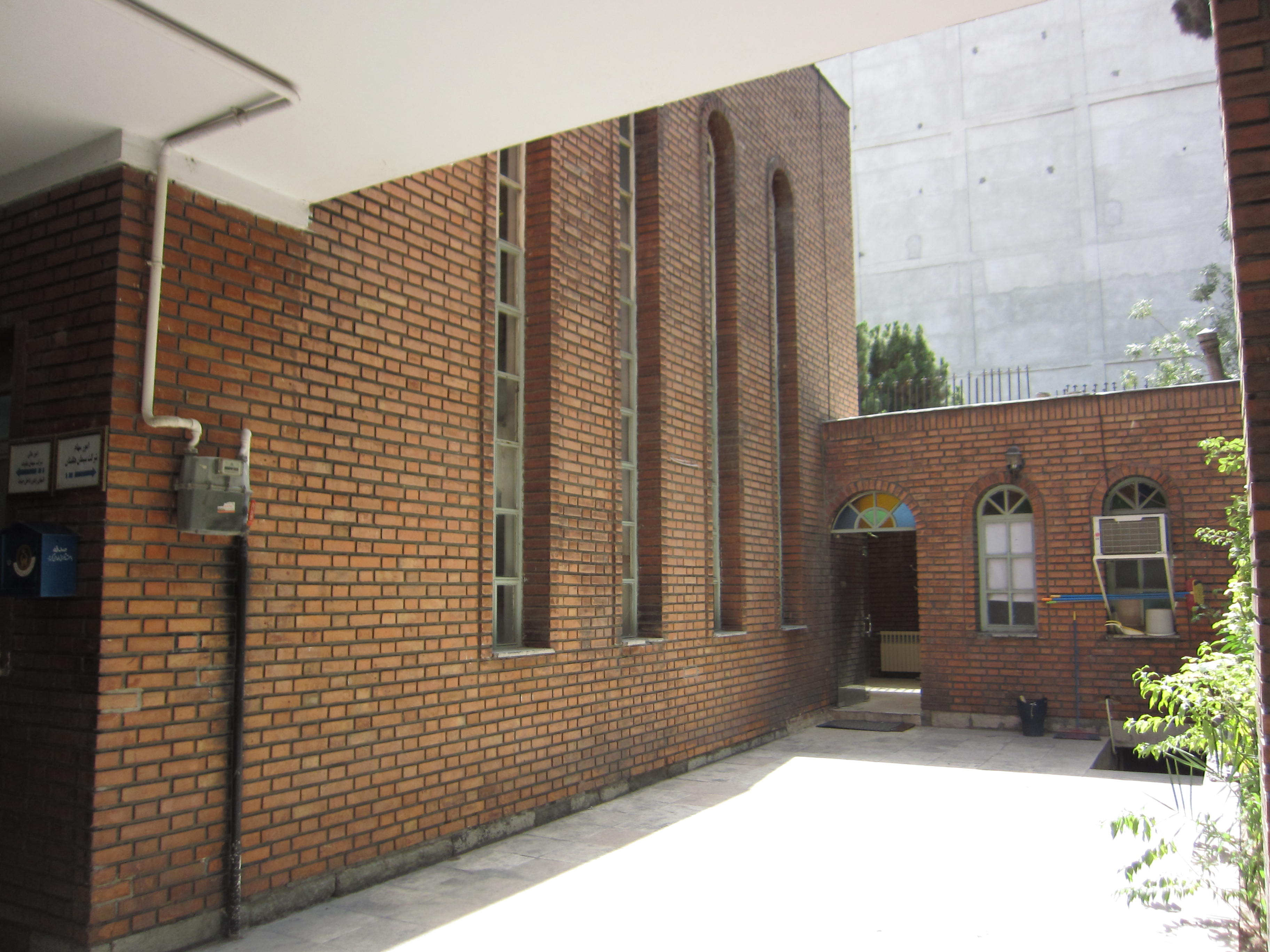
نمای شمالی خانه
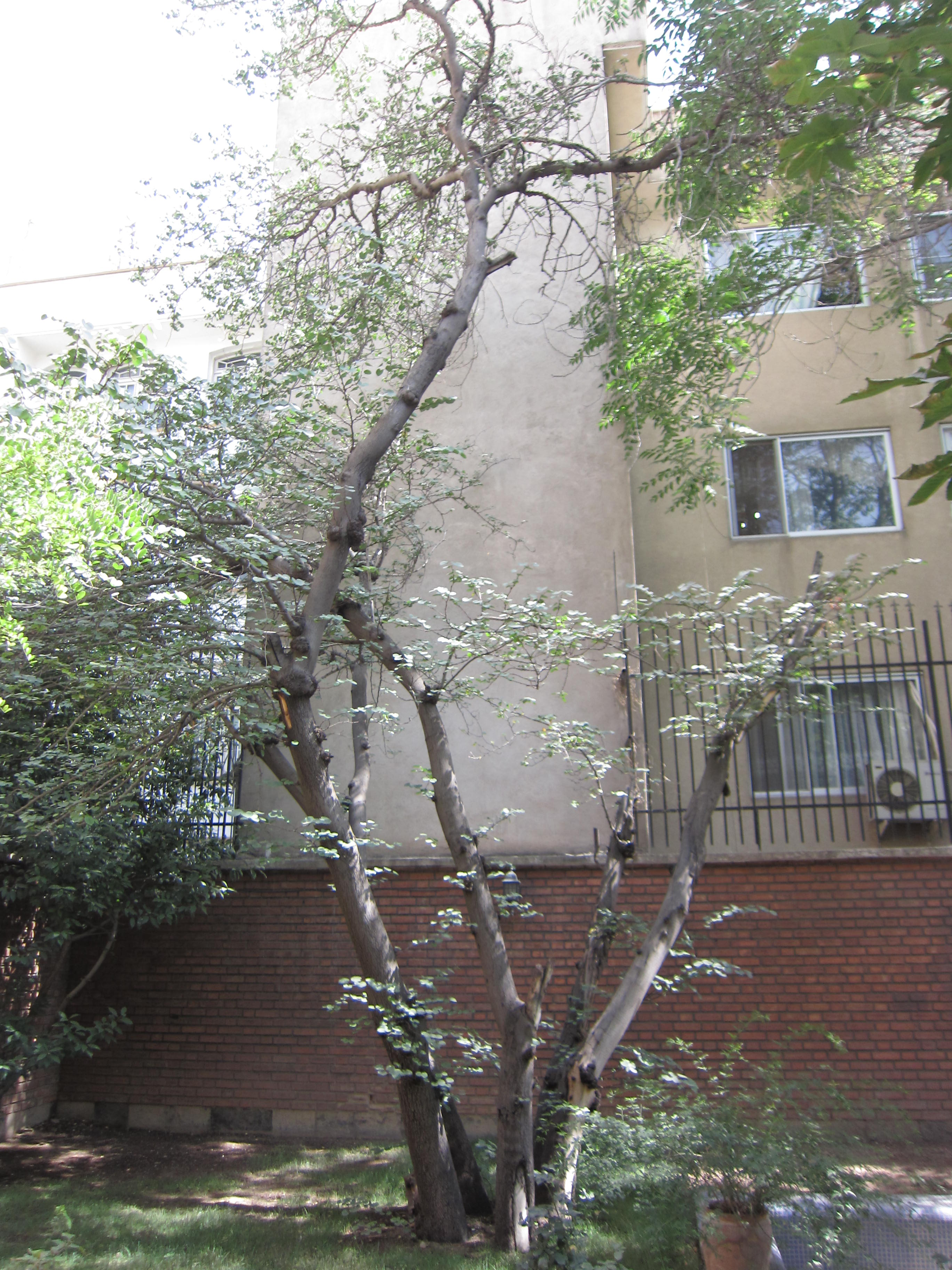
درخت ارغوان موجود در حیاط خانه که هوشنگ ابتهاج شعر معروف ارغوان خود را برای آن سروده است.
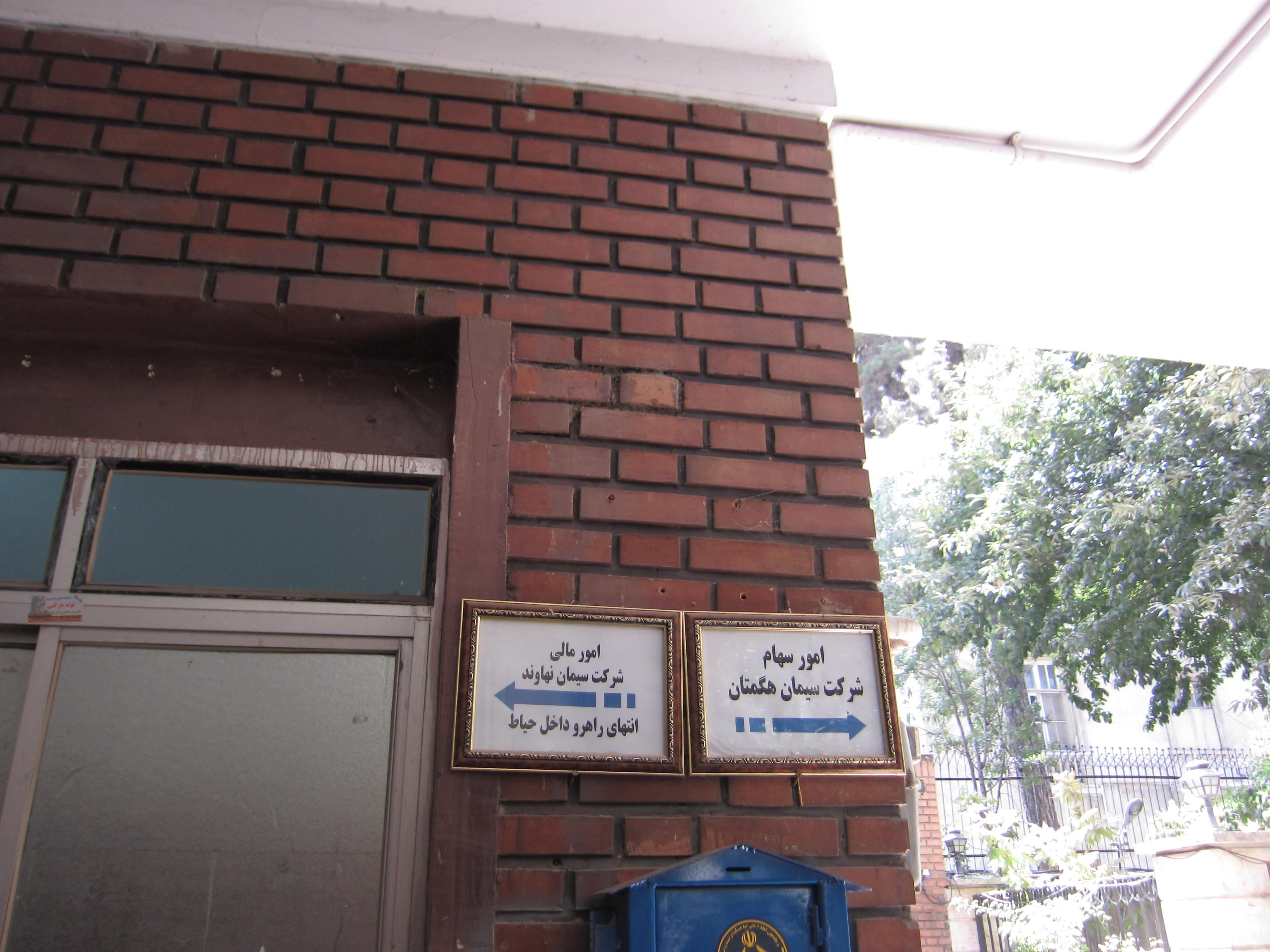
خانهٔ هوشنگ ابتهاج اکنون دفتر یک شرکت سیمانی است.